# Dashkasan (quận)
Dashkesan (tiếng Azerbaijan:Daşkəsən) là một quận thuộc Azerbaijan. Dân số thời điểm năm 2012 là 30418 người.